# Varkensvlees

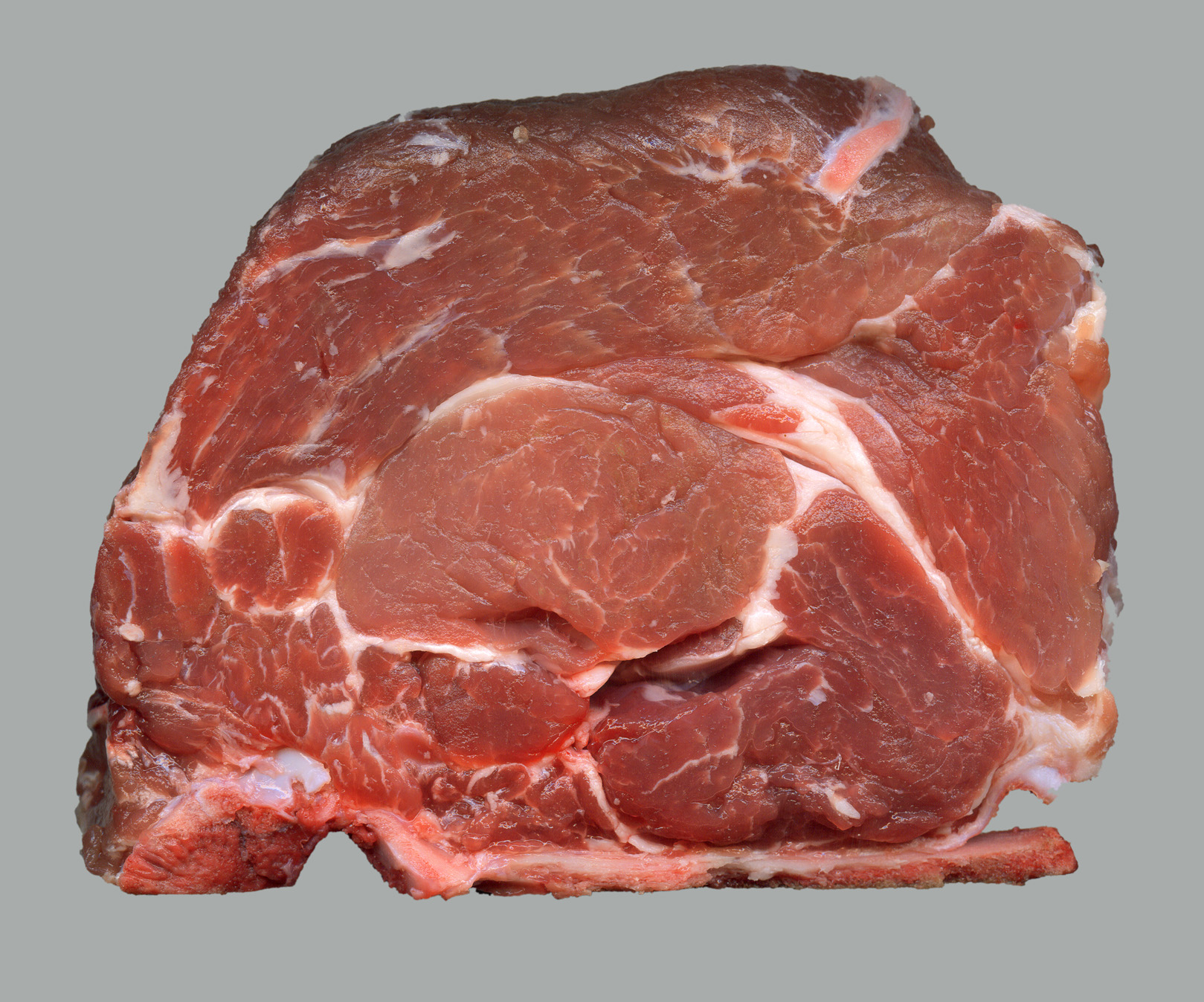
Karbonade

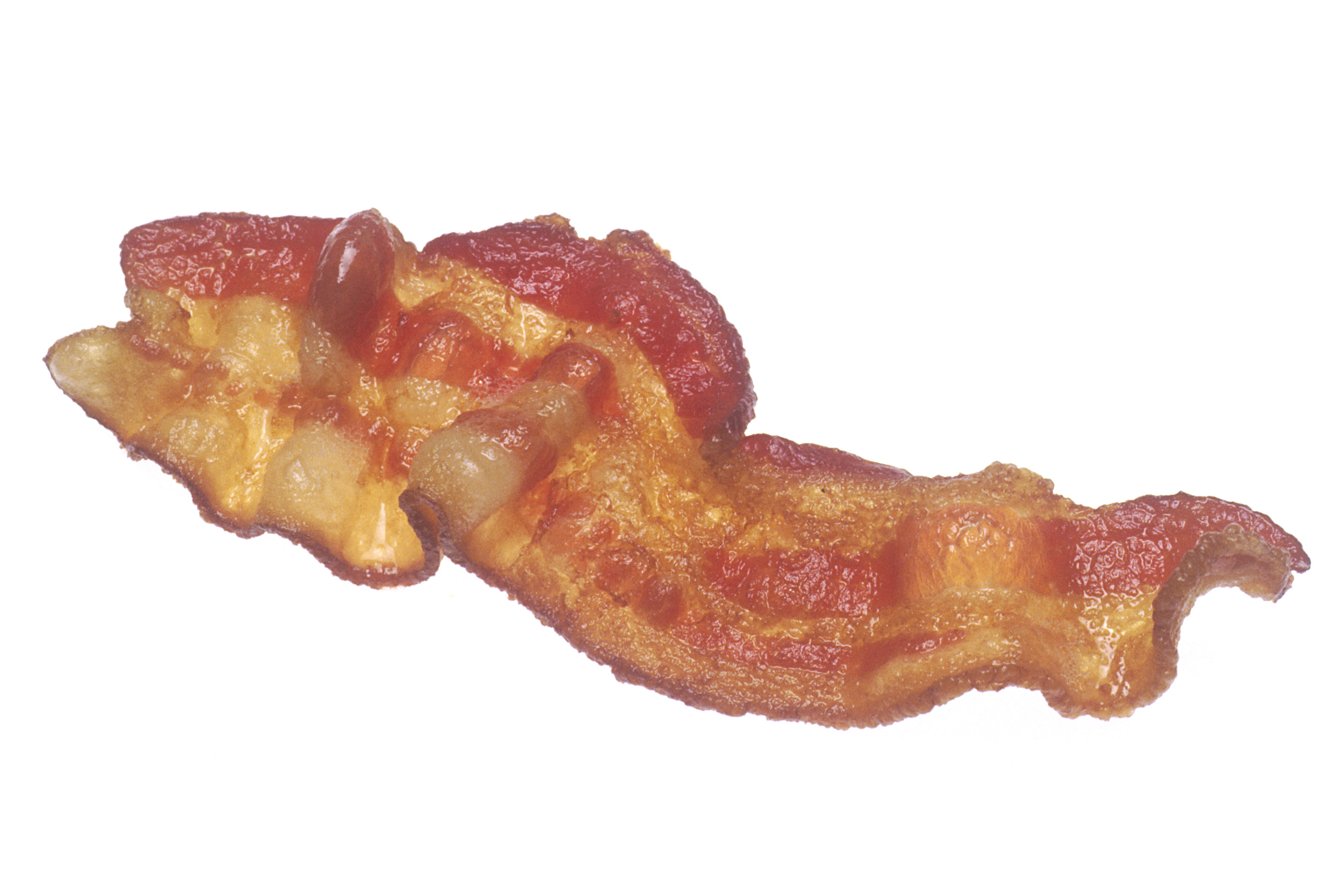
Gebakken spek

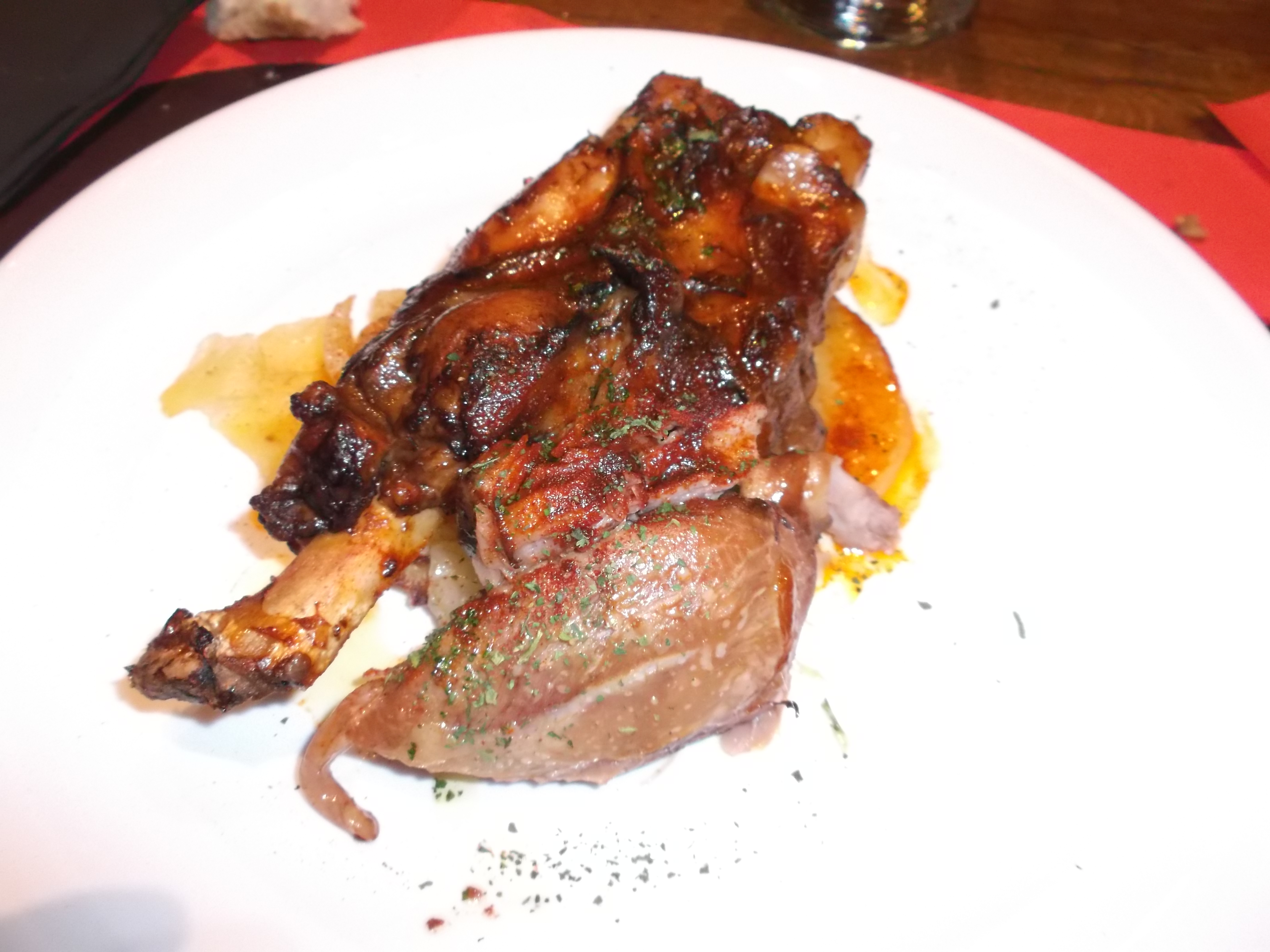
Bereide varkensknie in een restaurant in Pamplona

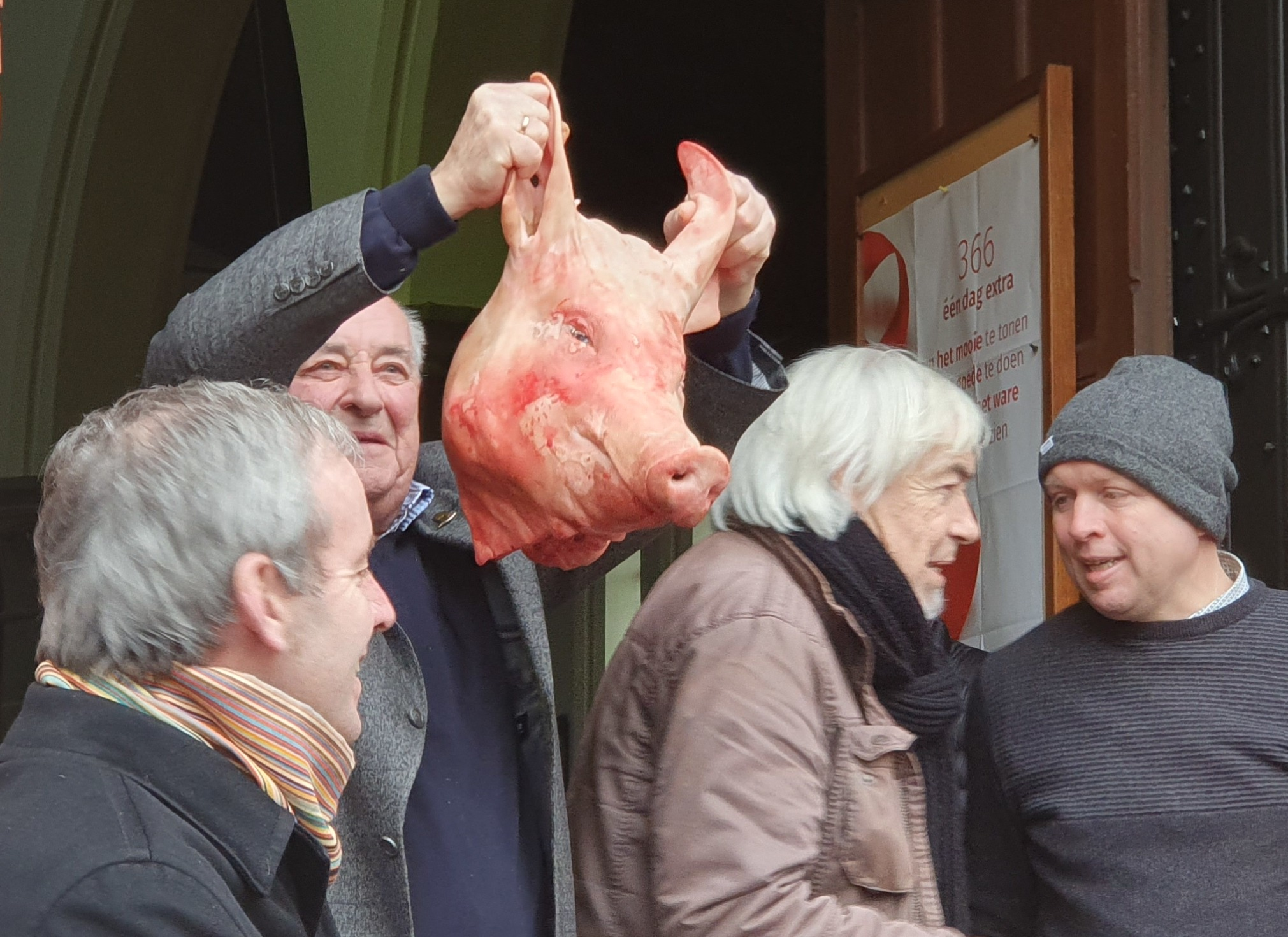
Varkenskop

Varkensvlees is vlees dat afkomstig is van een varken. In Nederland, België en elders in Europa is varkensvlees een van de meest gegeten vleessoorten, en ook in bijvoorbeeld de Aziatische keuken wordt veel varkensvlees gebruikt. Door moslims en joden (en sommige christenen) wordt het vlees als onrein beschouwd.

## Toepassingen
Varkens leveren vlees voor diverse doeleinden; het bekendst zijn de vleessoorten die als voedsel worden gebruikt. Wetenschappers zijn echter ook een eind op weg om in de toekomst organen te kweken in varkens voor transplantatie naar de mens, zoals een lever en nieren. Hartkleppen van varkens worden reeds jarenlang in mensen getransplanteerd.
Bekende varkensproducten zijn karbonade, gehakt, spek, worst en ham. De platte ribben worden ook wel krabbetjes genoemd en schenkel wordt gebruikt voor achterham en stoofvlees. Minder bekend zijn de tong die kan worden gegeten en de varkenskop die wordt gebruikt om hoofdkaas te maken, een soort snijdbare paté. Varkenspoten kunnen net als drumsticks worden afgekloven en het bloed wordt gebruikt in bloedworst.

## Vleesdelen
Afhankelijk van de vorm en van de plaats waar het afkomstig is, heeft varkensvlees verschillende namen:
1. Varkenskop voor hoofdkaas (zult) en worst
2. Wangvlees voor worst
3. Rugspek
4. Spiering (Vlaams), halskarbonade (Nederlands) voor braad- en grillvlees
5. Borstvlees
6. Ribkarbonade
7. Lende- of haaskarbonade
8. Varkenshaas, varkensmedaillons
9. Varkensbuik voor speklappen, buikribben (spareribs) en katenspek
10. Buikvlees voor speklappen
11. Varkensschouder (voor schouderham)
12. Ham voor hamlappen en schnitzel
13. Hiel, eisbein, voor maaltijdsoepen
14. Onderpoot (snert)
15. Staart

3, 4, 6 en 7 vormen samen bacon.

## Voedingswaarde
De verschillende vleesdelen verschillen in voedingswaarde. Onderstaande tabel geeft de voedingswaarde per 100 gram vlees.
| Naam vleessoort      | Energie in kJ | Eiwit in grammen | Vet in grammen | Koolhydraat in grammen |
| -------------------- | ------------- | ---------------- | -------------- | ---------------------- |
| Ontbijtspek          | 1688          | 15               | 38             | 0                      |
| Spek                 | 2113          | 25               | 45             | 1                      |
| Varkensbraadworst    | 1289          | 22               | 24             | 1                      |
| Varkensfricandeau    | 629           | 31               | 3              | 0                      |
| Varkenshaas          | 614           | 28               | 4              | 0                      |
| Varkenshaaskarbonade | 655           | 26               | 6              | 0                      |
| Varkenslappen        | 852           | 30               | 9              | 0                      |
| Varkenslever         | 772           | 28               | 7              | 2                      |

Nadelige effecten heeft varkensvlees ook. Zo bevat varkensvlees de hoogste concentratie zwavel van alle organismen. Zwavel veroorzaakt bij veel mensen bot- en gewrichtsklachten. Als alternatief kan men onder andere paardenvlees eten.

## Varkensvlees en religie
In bepaalde religies is specifiek het eten van varkensvlees verboden. Zo is het, meer bepaald, voor moslims en joden verboden om het vlees van sommige evenhoevigen dieren te eten, en ook sommige christenen eten geen varkensvlees. Bij deze laatsten gaat het (in ieder geval) om de zevendedagsadventisten en om een klein aantal christenen in willekeurige andere christelijke stromingen die varkensvlees laten staan, met de spijswetten in het Bijbelboek Leviticus in het achterhoofd.
Het ontstaan van deze regelgeving zou te maken kunnen hebben gehad met de hygiënische omstandigheden ten tijde van het ontstaan van deze religies in het Midden-Oosten. Varkensvlees kan onder meer trichinella spiralis bevatten. Hier komt bij dat varkens vrij veel water en voedsel behoeven en minder goed in staat zijn dit zelf te vinden, terwijl geiten en schapen dit wel kunnen en bovendien naast hun vlees ook andere producten leveren zoals wol en melk. Overigens is het moslims in noodgevallen, wanneer echt werkelijk geen enkel alternatief voorhanden is en dreigt te sterven van de honger, wel toegestaan om een beperkte hoeveelheid varkensvlees te eten.

## Wereldwijde productie
| Topproducenten van varkensvlees 2018 | Topproducenten van varkensvlees 2018 |
| Land                                 | Productie (ton)                      |
| ------------------------------------ | ------------------------------------ |
| China                                | 54.037.400                           |
| Verenigde Staten                     | 11.942.965                           |
| Duitsland                            | 5.369.944                            |
| Spanje                               | 4.530.474                            |
| Vietnam                              | 3.816.414                            |
| Brazilië                             | 3.787.660                            |
| Rusland                              | 3.744.170                            |
| Frankrijk                            | 2.166.417                            |
| Canada                               | 2.142.283                            |
| Polen                                | 2.135.800                            |
| Filipijnen                           | 1.873.063                            |
| Denemarken                           | 1.583.247                            |
| Mexico                               | 1.502.521                            |
| Italië                               | 1.470.671                            |
| Nederland                            | 1.461.345                            |
| Zuid-Korea                           | 1.324.718                            |
| Japan                                | 1.284.225                            |
| België                               | 1.073.121                            |
| Myanmar                              | 1.063.087                            |
| Thailand                             | 999.227                              |